# Бернски процес
Бернският процес (на немски: Berner Prozess) е съдебен процес, проведен през 1933 – 1935 година в Берн, Швейцария.
Делото е заведено от Съюза на швейцарските еврейски дружества и Еврейското дружество – Берн срещу функционери на националсоциалистическия Национален фронт, които по време на събрание в Бернското казино на 13 юни 1933 година разпространяват антисемитска литература. Делото се води въз оснава на местен закон срещу разпространението на неприлична литература, като в центъра на дебатите се оказва въпросът за автентичността на т.нар. „Протоколи на Ционските мъдреци“.
Двама от обвиняемите, ръководителят на Националния фронт Теодор Фишер и отговорникът за разпространение на пропагандна литература Силвио Шнел, са осъдени на малки глоби и покриване на значителни разноски по делото. През 1937 година втората инстанция на съда решава, че спорните текстове не попадат в дефиницията за неприлична литература, но не отменя изплащането от обвиняемите на разноските по делото.